# 2013 dans l'Union européenne
Chronologie de l’Union européenne
- 2009
- 2010
- 2011
- 2012
- 2013
- 2014
- 2015
- 2016
- 2017

Cette page concerne l'année 2013 du calendrier grégorien.

## Institutions européennes
- Président du Conseil - Herman Van Rompuy
- Président de la Commission - José Manuel Barroso, Parti populaire européen
- Présidence du Conseil - Irlande (Jan-Juin) et Lituanie (Juil-Déc)
- Président du Parlement - Martin Schulz
- Haut Représentant - Catherine Ashton

## Chronologie

### Janvier 2013
- 1er janvier 2013 : début de la septième présidence irlandaise du Conseil de l'Union européenne

### Février 2013
- x

### Mars 2013
- x

### Avril 2013
- x

### Mai 2013
- x

### Juin 2013
- 30 juin 2013 : fin de la septième présidence irlandaise du Conseil de l'Union européenne

### Juillet 2013
- 1er juillet 2013
  - Entrée dans l'Union de la Croatie qui en devient le 28e pays membre.
  - Début de la première présidence lituanienne du Conseil de l'Union européenne

### Août 2013
- x

### Septembre 2013
- x

### Octobre 2013
- x

### Novembre 2013
- x

### Décembre 2013
- 31 décembre 2013 : fin de la première présidence lituanienne du Conseil de l'Union européenne

## Compléments